# Demokratischer Aufbruch
Demokratischer Aufbruch – sozial + ökologisch (DA) var et politisk parti i det tidligere DDR. 
Partiet blev grundlagt 16.-17. december 1989 i Leipzig. Blandt de ledende medlemmer var Rainer Eppelmann, Wolfgang Schnur og den senere kansler Angela Merkel.
Partiet var i opposition til det regerende Sozialistische Einheitspartei Deutschlands og støttede Tysklands genforening og var en del af det borgerlige valgforbund Allianz für Deutschland op til Volkskammer-valget i 1990. 
Den 5. august 1990 blev DA fusioneret ind i DDR's CDU. Ved Tysklands genforening i oktober 1990, blev DDR's CDU fuisioneret ind i det vesttyske CDU. 
| Politisk parti | Spire Denne artikel om et politisk parti eller gruppe er en spire som bør udbygges. Du er velkommen til at hjælpe Wikipedia ved at udvide den. |